# Haus Rottels

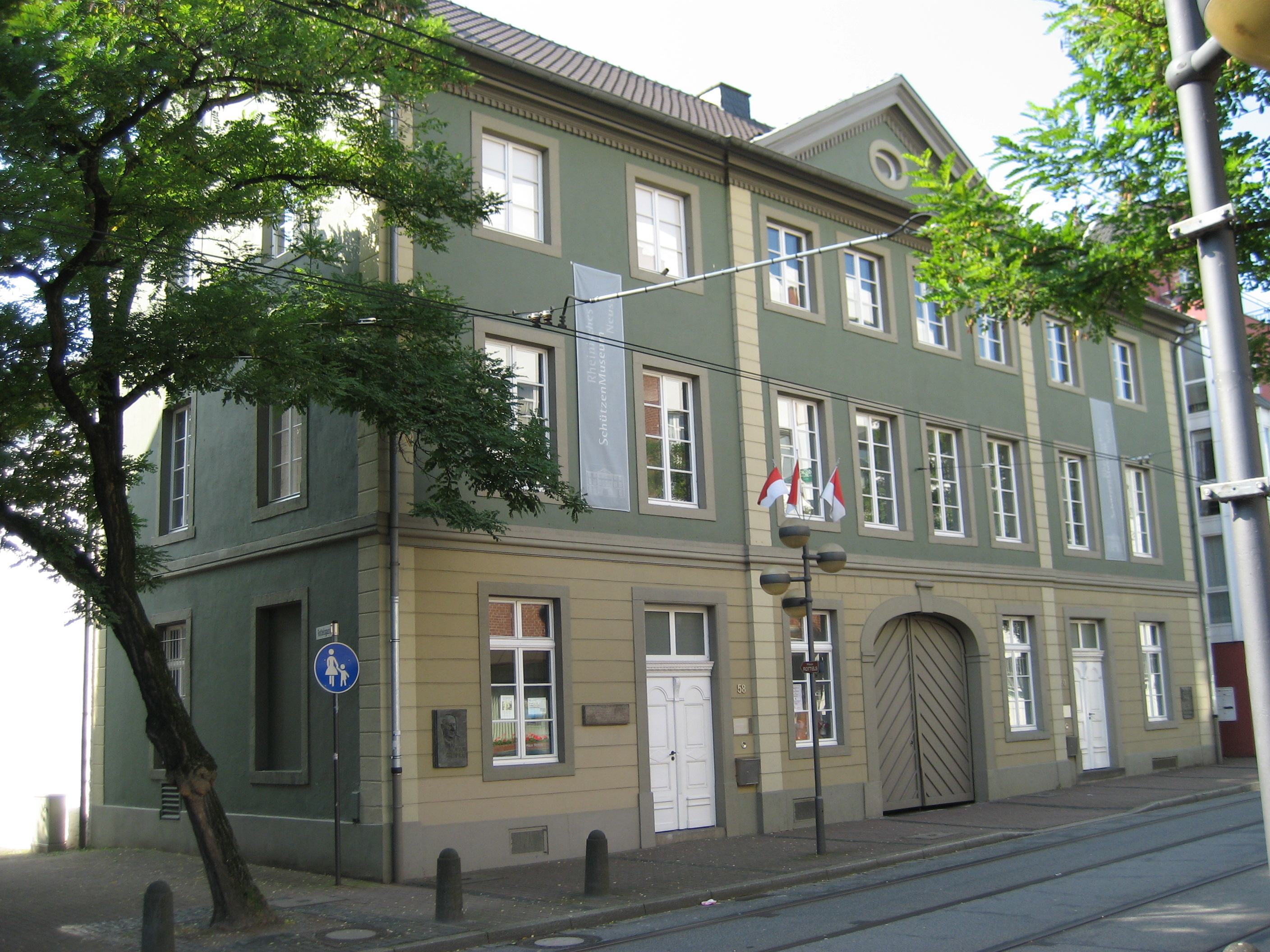
Haus Rottels

Haus Rottels ist ein ehemaliges Klostergebäude in Neuss auf der Oberstraße, das um 1820 von dem wohlhabenden Fabrikanten und Seifensieder Franz Rottels umgebaut wurde und der Familie Rottels als Wohnstätte diente mit dahinter liegender Seifenproduktionsstätte.
Seit Sommer 2004 beherbergt das Haus Rottels auch das Rheinische Schützenmuseum Neuss mit Joseph-Lange-Schützenarchiv. Für beide Bereiche, Museum und Archiv, ist jeweils eine wissenschaftliche Kraft verantwortlich. Träger ist die „Stiftung Rheinisches Schützenmuseum Neuss mit Joseph-Lange-Schützenarchiv“, an der die Stadt Neuss, der Rhein-Kreis Neuss und der „Neusser Bürger-Schützen-Verein“ beteiligt sind.